# 中津川市にぎわいプラザ
中津川市にぎわいプラザ （なかつがわしにぎわいプラザ）は、岐阜県中津川市にある公共施設。

## 概要
市民相互の交流、まちづくりの推進、産業の振興を目的とする施設である。また、中津川市役所の機能を一部を担う。
元は1977年（昭和52年）に開店したダイエー中津川店の建物である。
1998年（平成10年）に閉店後、2000年（平成12年）に市が土地及び建物を取得。
2003年（平成15年）6月開館。当初は1階と2階のみの使用であったが、2006年（平成18年）に耐震補強、改修工事を行い、2007年（平成19年）に全館の使用を開始。
敷地面積は1926m2、延床面積は11095m2。
建物の老朽化もあり、2023年（令和5年）7月の「中津川市ひと・まちテラス」の開館に伴い、7月15日に貸館業務を終了。2024年4月時点では、にぎわい特産館、中津川市役所の機能の一部などに使用されている。

## 施設概要
ここでは2024年4月時点の状態を記述する。地下1階、5階は閉鎖中。
1階
- にぎわい特産館
- 体験ショップ「にぎわいや」

2階
- 中京学院大学（教室1・2、パソコン教室）
- 障がい者支援センター	飛翔の里「結」

3階
- 総合型地域スポーツクラブ Viva!中津川

4階
- 中津川市役所
  - 教育委員会（教育企画課、学校教育課、幼児教育課、教育研修所、施設計画推進室）
  - 商工観光部（工業振興課、商業振興課、観光課）
  - 文化スポーツ部（生涯学習スポーツ課、文化振興課）

6階
- NPO法人東濃成年後見センター 中津川・恵那事務所
- コピー・印刷コーナー

## 利用案内
- 開館時間：9：00 - 21：30
- 休館日：2月第3日曜日、年末年始（12月29日～1月3日）

## 交通アクセス

### 公共交通機関
- 中央本線「中津川駅」下車、徒歩約1分

## 周辺施設
- 中津川駅
- 岐阜県立中津高等学校
- 十六銀行中津川支店
- 三菱UFJ銀行中津川支店
- ルビットタウン中津川